# Opperste landrechter

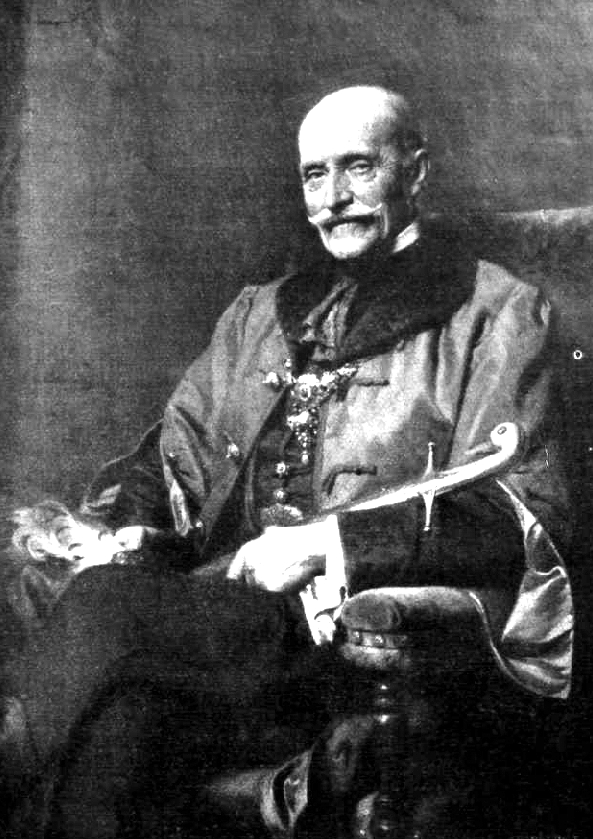
Aurél Dessewffy, de laatste opperste rechter van het Koninkrijk Hongarije

De opperste rechter (Duits: Oberster Landesrichter, Hongaars: országbíró, Slovaaks: krajinský sudca of dvorský sudca, Latijn: curialis comes of iudex curiae regiae) was in rang de tweede hoogste rechter binnen het Koninkrijk Hongarije, die slechts door de Palatijn van Hongarije werd voorafgegaan. De functie bestond van 1127 tot 1918, het jaar waarin de Habsburgse heerschappij over Hongarije eindigde, maar werd een puur symbolische functie vanaf 1884.
De laatste opperste rechter die het Koninkrijk Hongarije gekend heeft was Aurél Dessewffy.